# Süßbach (Rottach)
Der Süßbach ist ein rechter Zufluss der Rottach in der Gemeinde Rottach-Egern im oberbayerischen Landkreis Miesbach.
Der Bach entsteht an den Westhängen von Riederstein und Rohrkopf. Er fließt bis zu seiner Mündung in die Rottach in meist westlicher Richtung.